# 黑葉猴
黑叶猴（学名：Trachypithecus francoisi）是猴科乌叶猴属的一種。

## 名称
该物种学名以法国驻中国龙州领事方苏雅（Auguste François，1857-1935）的名字命名。 

## 特征
身体长约50～60厘米，头小，尾巴较身体长，细长的四肢；头顶有直立的毛冠，体背毛比腹面的毛长而密，臀疣较大；全身黑色有光泽，耳基至两颊有白毛，手足均为黑色。

## 分布
生活在热带、亚热带阔叶林中，群栖树上。分佈于華南到越南東北部地區。